# Bhopal
Pour les articles homonymes, voir Bhopal (homonymie).
Bhopal (en hindi : भोपाल, Bhopāl) () est une  ville et une ancienne principauté de l'Inde. Bhopal est la capitale du Madhya Pradesh avec environ 1,8 million d'habitants.
La ville est connue pour avoir été le théâtre de la plus importante catastrophe industrielle au monde : la catastrophe de Bhopal a causé la mort de plusieurs milliers de personnes dans la nuit du 2 au 3 décembre 1984.

## Situation
Bhopal est la capitale de l'État du Madhya Pradesh. Sa population au recensement de 2011 était de 1 795 648 habitants (1 433 875 en 2001). Elle est située à 23°16' de latitude nord et 77°36' de longitude est. Sa superficie est de 71,23 km2 et elle est située à 523 m d'altitude.
Bhopal possède un aéroport (code AITA : BHO).

## Histoire
Bhopal est fondée par le raja Bhoja au XIe siècle. Il ne reste aucun vestige de cette époque, sauf un lac artificiel. Le véritable fondateur de la ville que nous connaissons est Dost Muhammad, un soldat afghan qui fuit le chaos qui règne à Delhi après le décès d'Aurangzeb. Dost Mohammad rencontre la reine aborigène gond Kamlapati qui demande son aide après la disparition de son prince consort. En 1723, il crée l'État de Bhopal en fusionnant neuf petits États.
L'État de Bhopal a la particularité d'avoir été gouverné par des bégums entre 1844 et 1926. Celles-ci, profondément religieuses et conservatrices, mènent une vie austère et portent un grand intérêt à la vie administrative de leur État. Parmi les bégums importantes de Bhopal, on trouve Kudsia Bégum (†1844), Sikrandra Bégum (1816-1868), Shah Jahan Bégum (1838-1901) et Sultan Jahan qui est l'une des plus grandes dirigeantes de l'État.
Bien que gouvernée par des dirigeants musulmans, la population de Bhopal a toujours été majoritairement hindoue et les nababs ou bégums de Bhopal se sont maintenus au pouvoir jusqu'en 1949. La principauté de Bhopal est ensuite intégrée aux États du Madhya-Bharat puis du Madhya-Pradesh.

### Catastrophe industrielle d'Union Carbide
La catastrophe de Bhopal est la plus importante catastrophe industrielle survenue à ce jour. Dans la nuit du 2 au 3 décembre 1984, la fuite d'un produit chimique (de l'isocyanate de méthyle : H3C-N=C=O) d'un réservoir provoque la mort rapide de plusieurs milliers de personnes (environ 25 000), et des blessures plus ou moins graves à plusieurs centaines de milliers d'autres. Elle cause encore, trente ans après, la mort de plusieurs personnes chaque mois, de séquelles à long terme. Cette usine fabriquait des pesticides et était alors gérée par la société américaine Union Carbide. Le PDG de l'époque de l'entreprise, Warren Anderson, fut accusé de « mort par négligence » et déclaré fugitif par le chef judiciaire de Bhopal le 1er février 1992 pour ne pas s'être présenté à la Cour lors d'un procès. Décédé le 29 septembre 2014, à Vero Beach en Floride aux États-Unis, il n'a jamais été jugé par la justice indienne.

## Politique et administration

### Liste des dirigeants

#### Nabab
- 1723 – 1728 : Dost Muhammad Khan
- 1728 – 1742 : Soltan Muhammad Khan
- 1728 – 1742 : Yar Muhammad Khan - régent
- 1742 – 1777 : Fayz Muhammad Khan
- 1777 - 1807 : Hayat Muhammad Khan (1735-1807)
- 1807 - 1826 : Ghows Muhammad Khan (1767-1826)
- 1807 - 1816 : Wazir al-Molk Wazir Muhammad  Khan (1766-1816) régent
- 1816 – 1819 : Naser al-Dowla Naser Muhammad Khan (1791-1819) régent
- 1819 - 1837 : Sikandra Bégum  (1816-1868)
- 1826 - 1837 : Mo'izz Muhammad Khan, règne conjointement avec Sikandra
- 1837 - 1844 : Jahangir Muhammad Khan (1816-1844)

#### Nabab Bégum
- 1844 - 1859 : Soltan Sultân Jahân Bégum (1838-1901)
- 1845 - 1847 : Fawdjar Muhammad Khan - régent
- 1859 - 1868 : Sikander Bégum  (rétablie)
- 1868 - 1901 : Soltan Sultân Jahân Bégum (rétablie)
- 1901 - 1926 : Soltan Kaykhosrow Jahân Begum (1858-1930), abdiqua

#### Nabab
- 1926 - 1949 : Muhammad Hamidollah Khan Iskandar Sowlat Iftikhar al-Molk Bahadur (1895-1960)

## Culture locale

### Patrimoine
Le patrimoine de la ville compte surtout pour ses mosquées : Jama Masjid 1837), Moti Masjid (vers 1860), Taj-ul Masajid (vers 1880).

### Personnalités liées à la ville
- Abdul Qadeer Khan, né en 1936 à Bhopal, physicien, métallurgiste et ingénieur pakistanais.
- Mansoor Ali Khan Pataudi, né en 1941 à Bhopal, joueur de cricket international indien.
- Rudhraksh Jaiswal, né en 2003 à Bhopal, acteur indien.

## Galerie

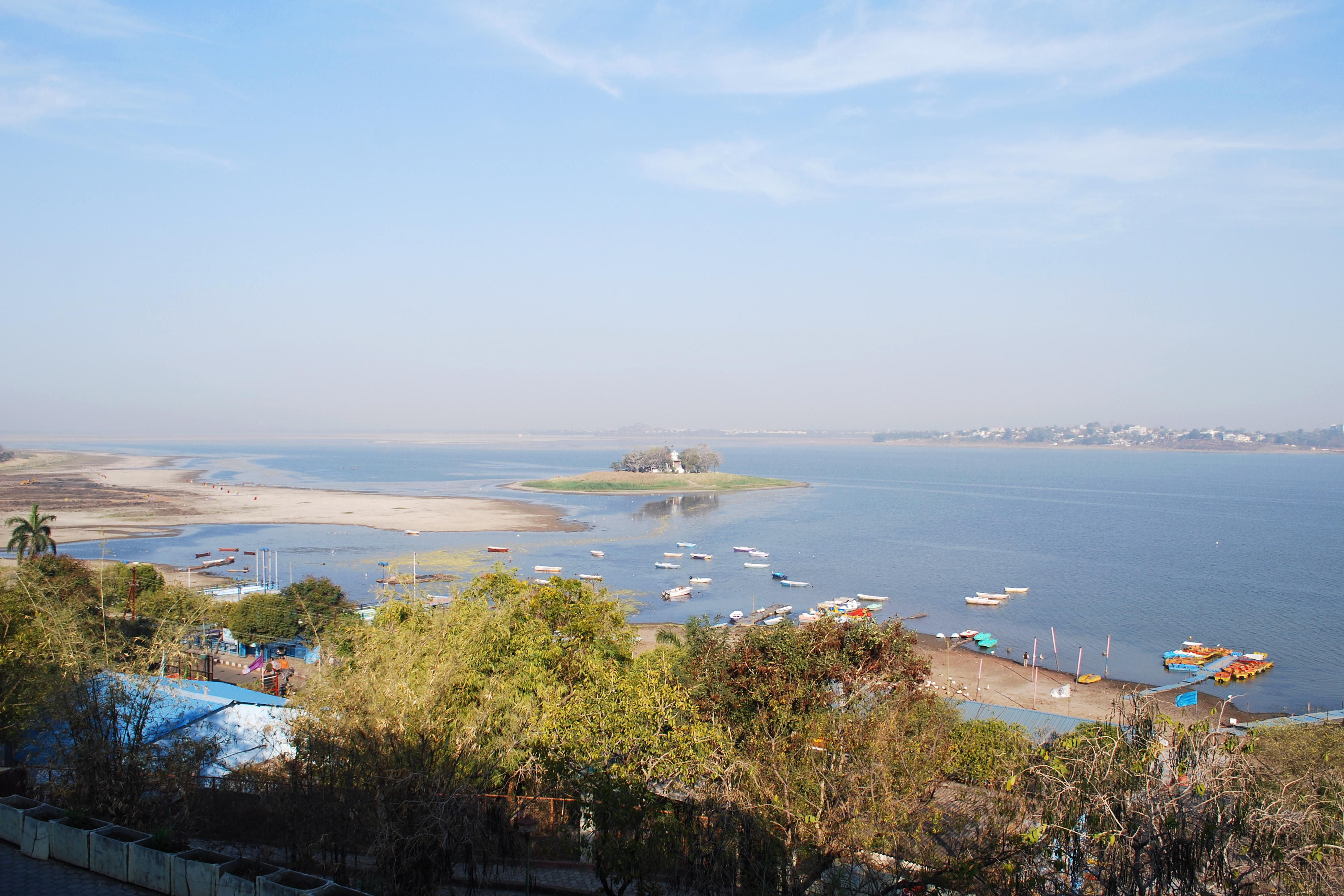
Le lac supérieur de Bhopal
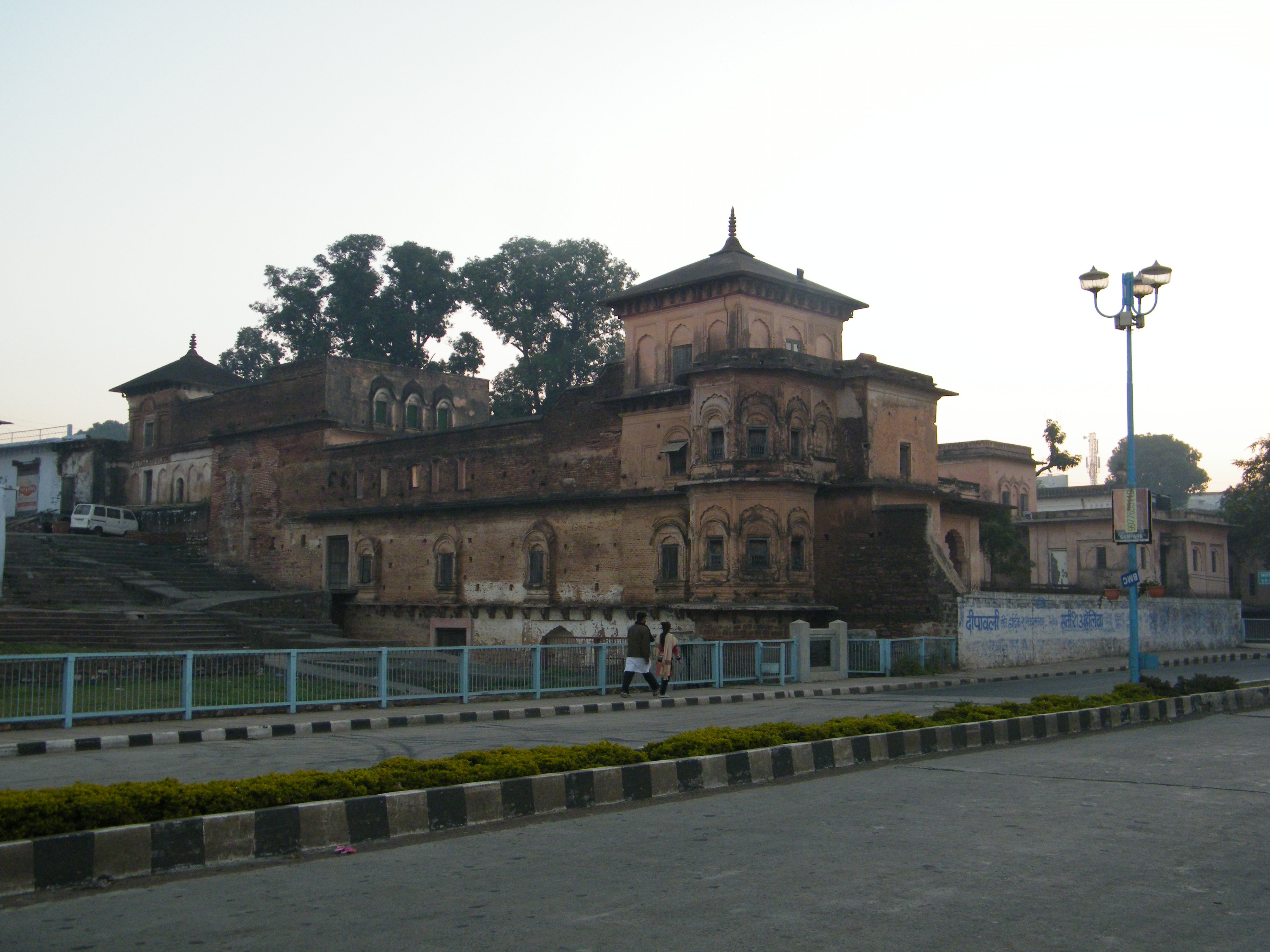
Gohar Mahal sur les rives du lac supérieur.
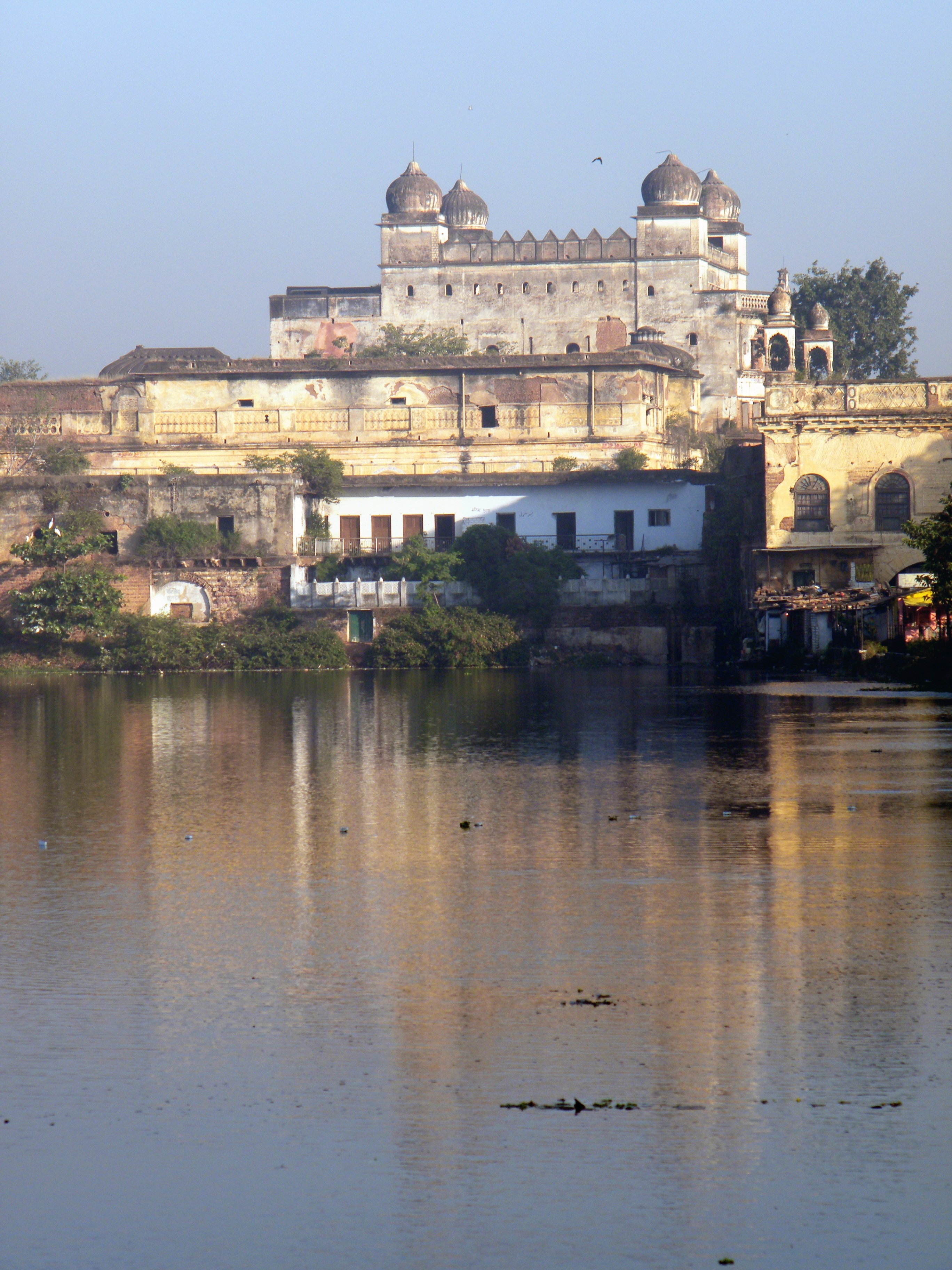
Taj Mahal, Bhopal.
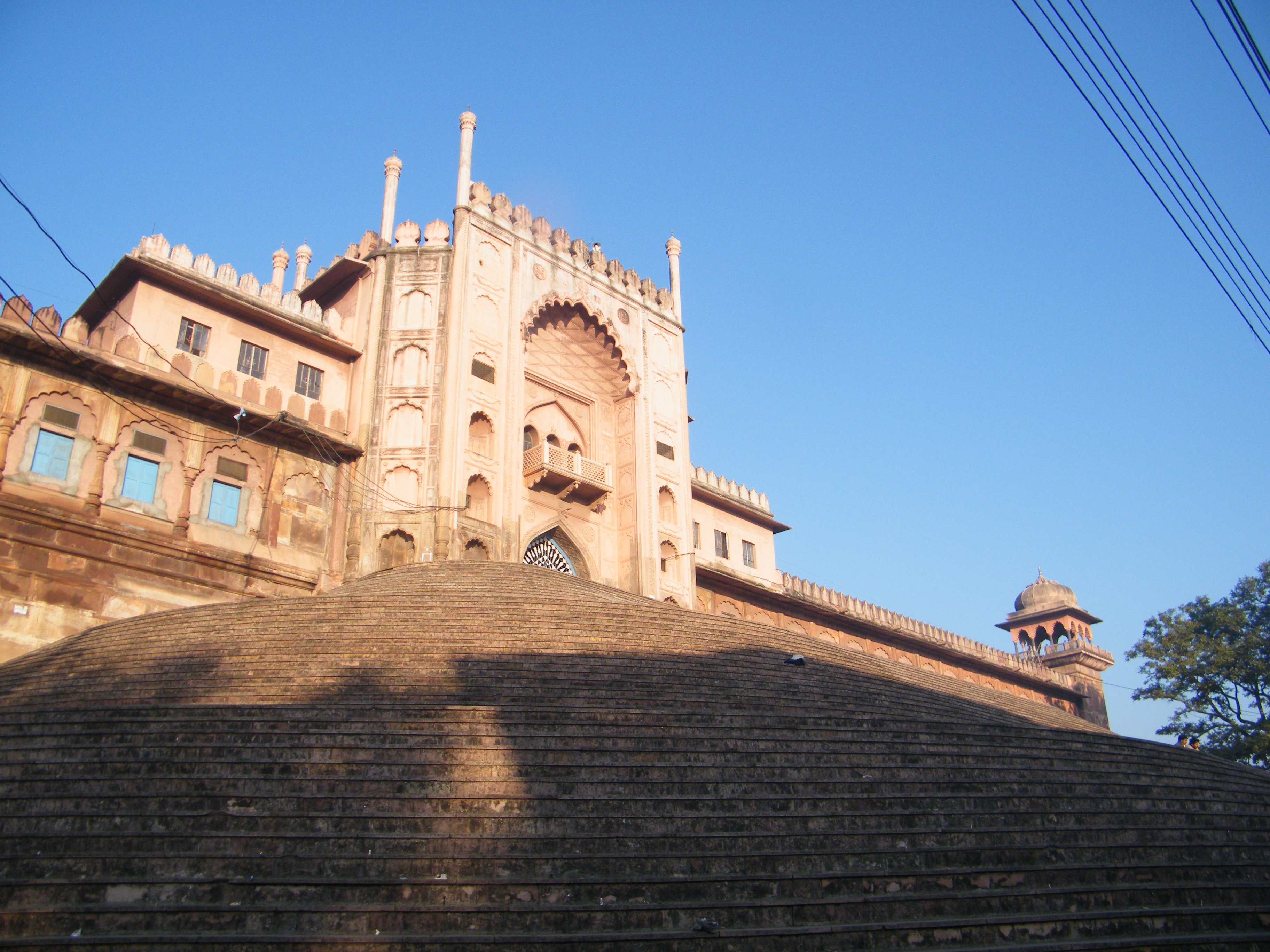
Taj-ul-Masajid.
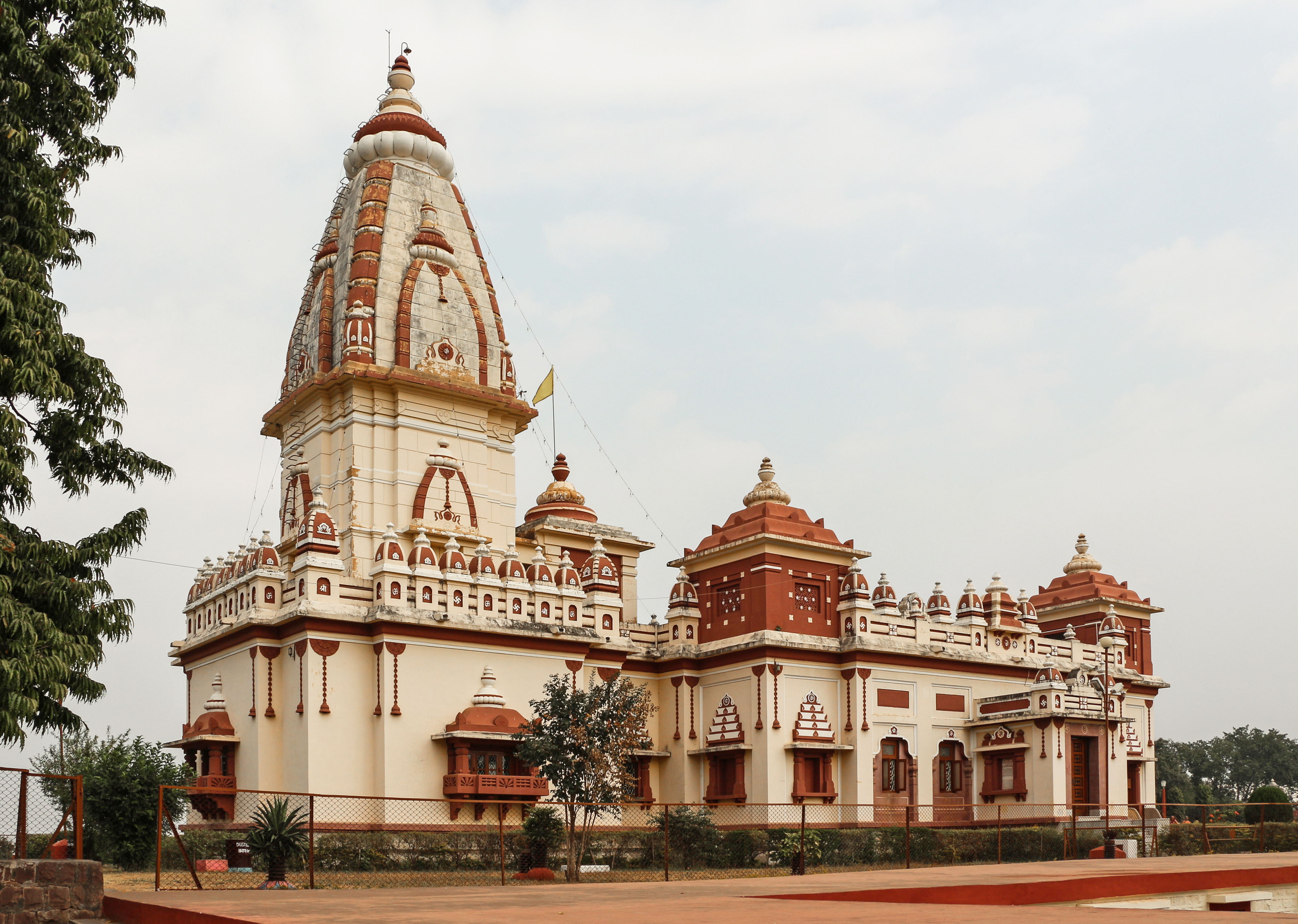
Temple de Lakshmi Narayan.